# St Stephen (Hertfordshire)
St Stephen est une paroisse civile du Hertfordshire, en Angleterre.